# Triakis megalopterus
Espèce
Statut de conservation UICN

 LC  : Préoccupation mineure
Triakis megalopterus est une espèce de requins.